# ロヴァート
ロヴァート（伊: Rovato）は、イタリア共和国ロンバルディア州ブレシア県にある、人口約19,000人の基礎自治体（コムーネ）。

## 地理

### 位置・広がり

#### 隣接コムーネ
隣接するコムーネは以下の通り。
- ベルリンゴ
- カストレッツァート
- カッツァーゴ・サン・マルティーノ
- コッカーリオ
- エルブスコ
- トラヴァリアート
- トレンツァーノ

### 地震分類
イタリアの地震リスク階級 (it) では、3 に分類される
。

## 行政

### 分離集落
ロヴァートには以下の分離集落（フラツィオーネ）がある。
- Bargnana, Duomo, Lodetto, San Carlo, San Giorgio, San Giuseppe, Sant'Andrea, Sant'Anna